# 华纳兄弟利维斯登工作室

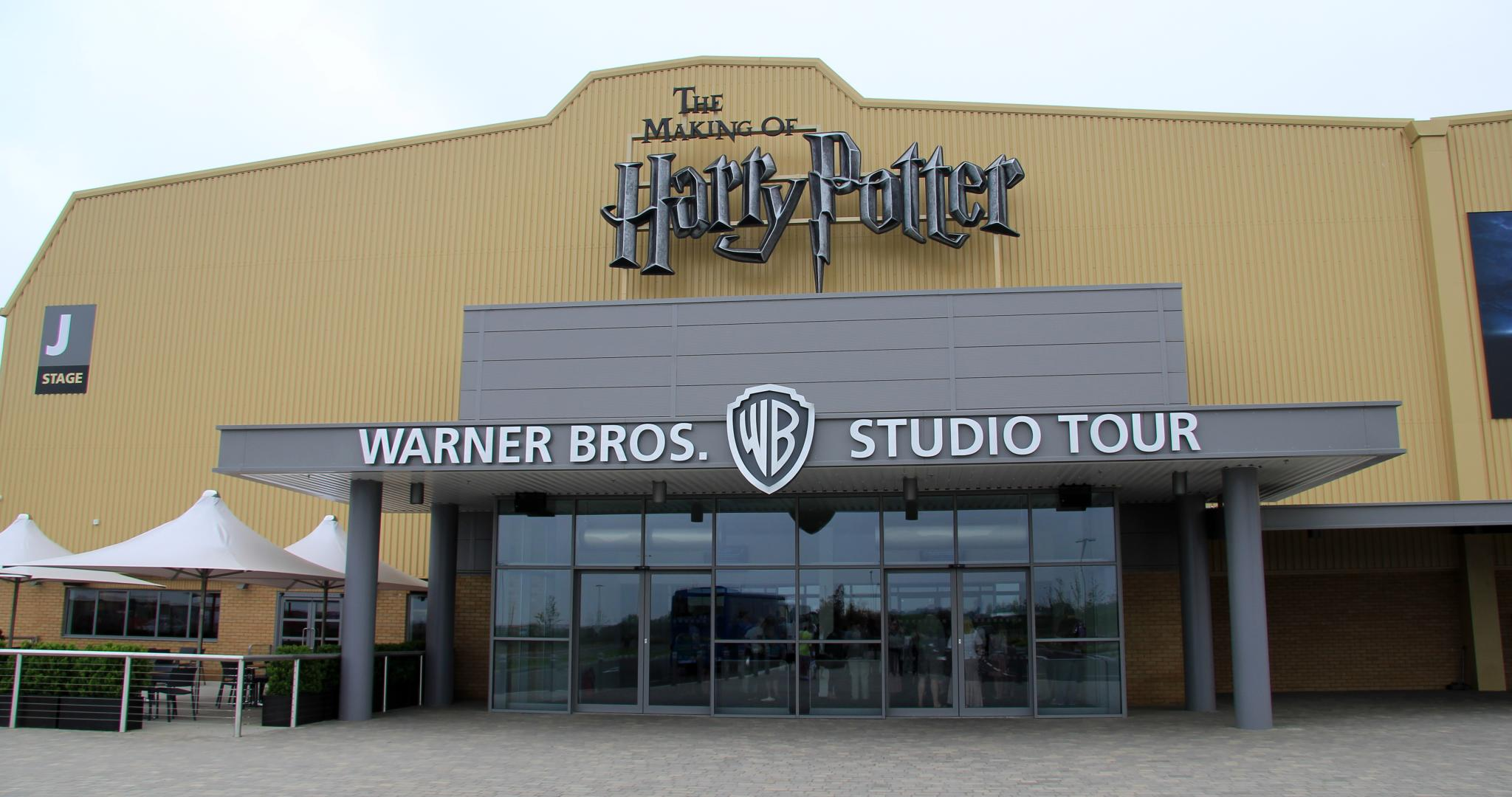
倫敦華納兄弟工作室之旅：哈利波特的製作的入口

华纳兄弟利维斯登工作室是一个80公顷的工作室综合体，位于英格兰东南部的利维斯登。 以前被称为利维斯登电影工作室，现在在口语中仍然会被称作利维斯登工作室或简称利维斯登，它是一个属于华纳兄弟的电影传媒综合体。工作室和外景场地都进行了改造，这里原意是用作被称为利维斯登机场的飞机工厂和机场 ，是二战时期英国的飞机制造中心。工作室位于阿伯茨兰利，沃特福德旁，赫特福德郡西南部。
华纳兄弟利维斯登工作室是英国仅有的几个能够进行大型电影制作的场所之一。该工作室拥有大约50000平方米（538196平方英尺）的灵活场地，包括舞台场地，欧洲最大之一的过滤加热舞台水箱，生产办公场地，工作室和支持建筑，以及32公顷（79英亩）外景场地，提供了一个用于外景的180度全景。经过华纳兄弟投入超过1.1亿英镑的翻新，这些工作室现在是世界上最大最先进的安全电影制作单位之一。
虽然工作室属于华纳兄弟，但工作室的所有设施都对外开放出租。自从得到这个工作室，华纳兄弟开放了一个名为倫敦華納兄弟工作室之旅：哈利波特的製作的旅游项目，每天接待6000多个游客，同时在同一个综合体中还有一个安全工作室场地。

## 历史

### 利维斯登机场
利维斯登机场是一个由德哈维兰飞机公司和空军部于1940年在小村庄利维斯登建立的机场，位于赫特福德郡，在沃特福德和阿伯茨兰利之间。
机场的建设始于第二次世界大战爆发后的1940年。位于哈特菲尔德附近的德哈维兰公司与空军部签订了一份合約，生产蚊式战斗轰炸机。德哈维兰的哈特菲尔德机场没有生产大量飞机所需的大型机库的空间。因此，供应部在利维斯登征用了这个新地点，当时这是沃特福德公司的一片空地，它被发展成为今天的综合体。建设非常昂贵，所以部分场地被租赁给伦敦飞机制造集团和第二飞机集团。最终，这些出租场地被亨德里·佩奇公司使用，亨德里·佩奇是另一家位于赫特福德郡的飞机制造商，与空军部签订合同生产哈利法克斯轰炸机。因此，利维斯登机场是战争结束后世界上规模最大的飞机工厂。
这两种飞机都是战争期间英国的重要成就。由于对飞机生产的高度重视，大量在飞机生产方面缺乏经验和训练的工人被征入生产，最终超过一半的劳动力是女性。作为建造飞机工厂的一部分，一个简易机场被建造起来，飞机可以先在这里进行测试，然后被交付到最终目的地。即使在两次大的装修之后，跑道和控制塔仍然保留到今天，以努力保护这里的历史。现在跑道是通过综合体的主路，控制塔是观察休息室。
战争结束后，机场被德哈维兰直接收购，而德哈维兰本身在接下来的几十年里也多次易主，其中包括霍克·西德利公司，但最终德哈维兰和这座机场被勞斯萊斯控股有限公司收购，他们将其作为生产飞机的和后来的直升机的发动机的工厂。它也被商业化的提供给小型商务飞机使用，因为该机场靠近M1和M25高速公路。然而，到20世纪90年代初，英国的制造业正在衰落，勞斯·萊斯卖掉了他们在这里的利益。由于无法找到一个新的主人，直到1994年利维斯登机场都无人使用，被废弃了。

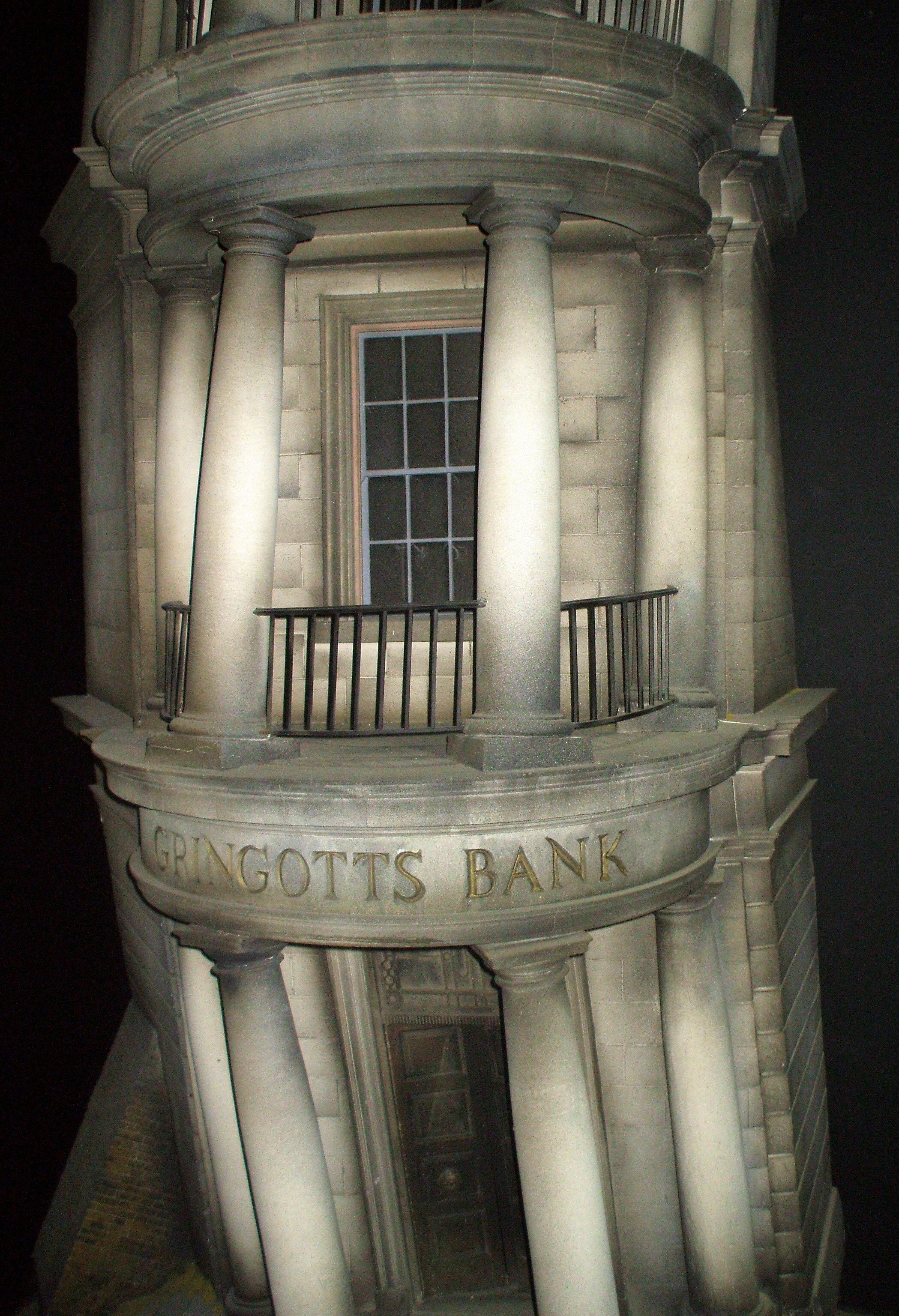
古灵阁巫师银行, 对角巷电影布景

### 利维斯登工作室
1994年，Eon制片公司的詹姆斯·邦德系列电影在经历了不同寻常的长达6年的休息之后，黄金眼将成为该系列的下一部电影。Eon公司的传统主工作室松林制片厂已被其他产品订满，对于该系列的意外回归完全没有准备。需要在很少的时间去找到一个场所，以便建立数个大场面布景，制片公司发现了空闲中的利维斯登。 宽敞高大开放的飞机机库特别得适合改造成电影舞台。Eon公司在拍摄期间租用了这里，并且对工厂进行了内部改造，变成了舞台、工作室和办公室，简而言之就是一个电影制作工作室。 这个过程载入了2006年DVD特辑中。制作公司的员工们对这个电影制作综合体的巨大规模印象深刻，他们突然不得不开玩笑地把利维斯登称为“库比伍德”，得名于Eon公司的长期服务商艾伯特·布洛克里的昵称“库比 ”。
利维斯登工作室在被它的所有者更名后，通过黄金眼很快变得受欢迎起来。一系列重要电影在这里制作，包括第一部星球大战前传魅影危机和蒂姆·伯顿的断头谷。

### 哈利·波特
在2000年，盛日影业代表华纳兄弟公司收购了这里，用于一系列电影中的第一部，哈利·波特与魔法石。在接下来的十年里，哈利·波特系列电影的每一部都是以利维斯登工作室为基地制作的。
虽然其他制作（也几乎完全是华纳兄弟的产品）会部分使用这个工作室，这里还是主要用于哈利·波特系列的永久布景。 如大侦探福尔摩斯和理发师陶德的一些电影，实际上利用了一些哈利·波特的布景，因为这些对于他们的维多利亚时代的设定和状况足够合适。然而在这段时间内，有人指出这里的设施可能可以进行一些改善。没有一个舞台是充分的隔音，二战时代的天花板有在雨天漏水的趋势。

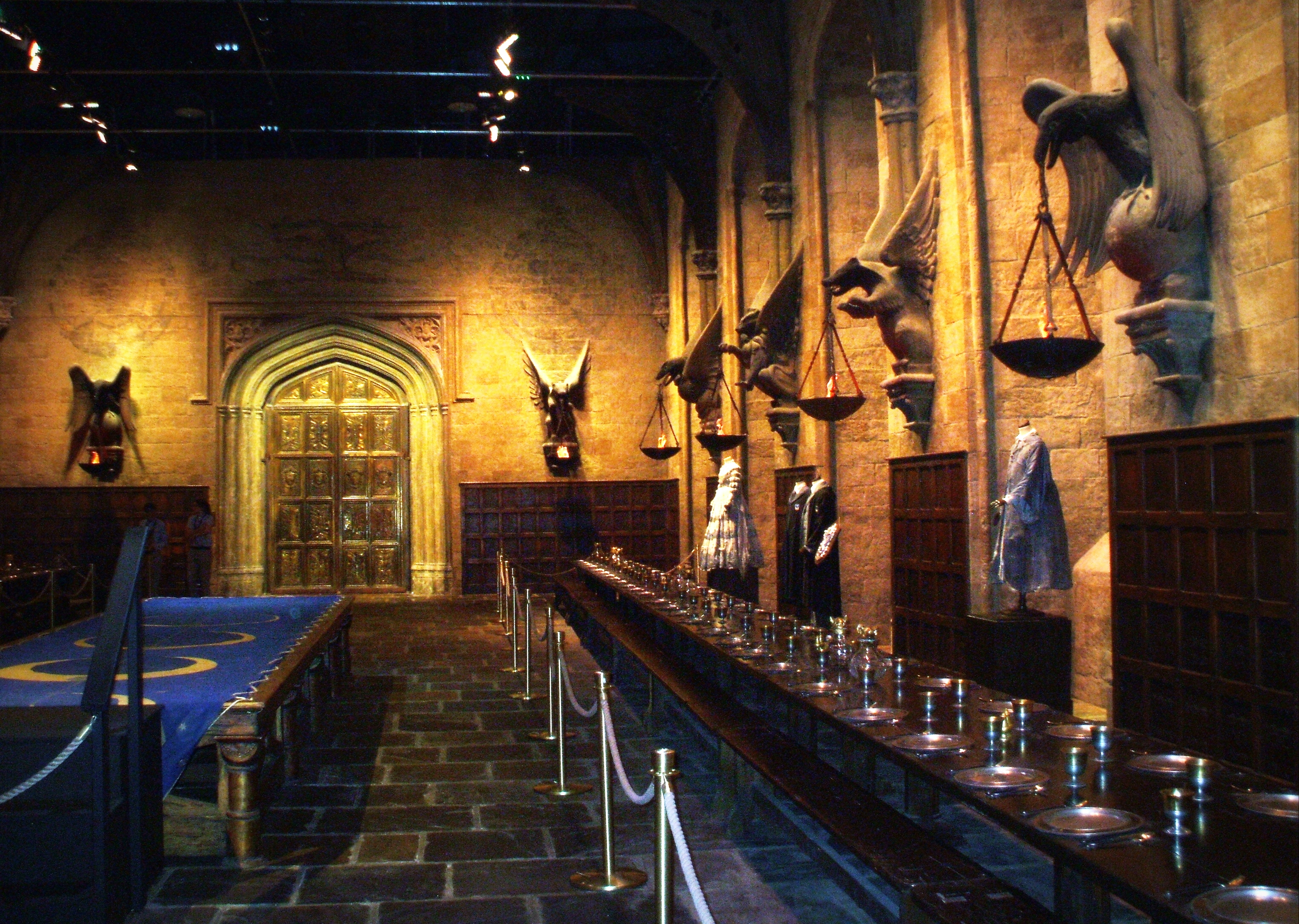
伦敦华纳兄弟工作室之旅的霍格沃茨礼堂的电影布景，灵感一定程度来自于牛津大学基督堂学院大堂

在利维斯登户外建造的一个更值得注意外景是一排沿街的十栋房子（每边五个），代表哈利·波特系列中的女贞路。

2010年3月21日，在哈利·波特与死亡圣器（下）拍摄期间，利维斯登工作室的一处霍格沃茨学校布景发生了火灾。一部分布景损坏严重。
2010年，由于第八部也是最后一部哈利·波特系列电影即将完成，华纳兄弟宣布他们打算收购这个工作室作为一个欧洲的永久基地，这也是自20世纪40年代的米高梅之后好莱坞在欧洲的第一个永久基地。

### 华纳兄弟
在2010年11月华纳兄弟完成了对利维斯登工作室的收购，并宣布计划向这个他们已经使用了十多年的工作室投资超过1亿英镑，更名为利维斯登华纳兄弟工作室。这座工作室使得华纳兄弟成为唯一一个在英国拥有永久基地的好莱坞电影制片厂。

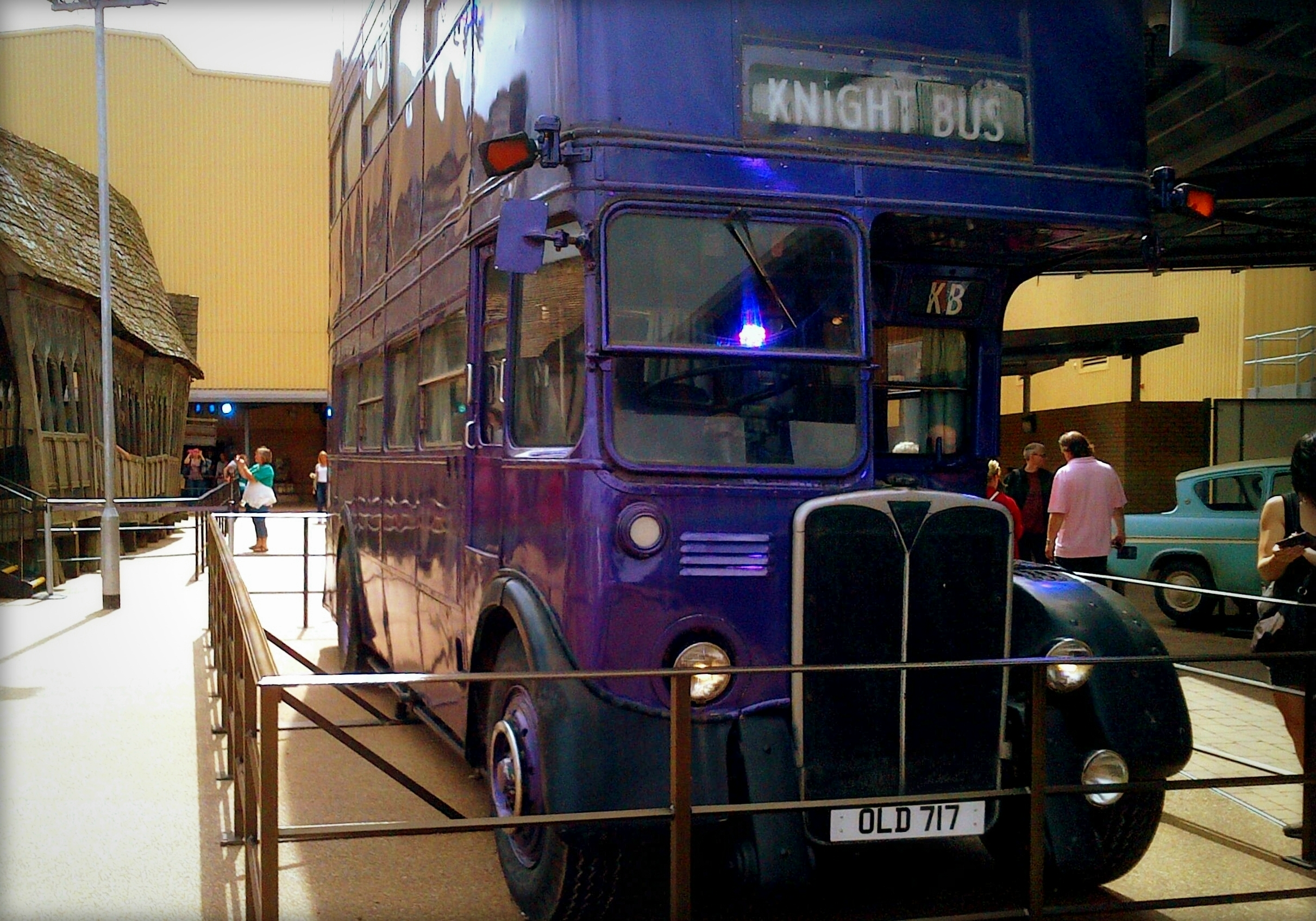
哈利·波特系列电影中的三层骑士公共汽车

主要重建包括将舞台A至H转变为摄影棚，并为所有设施配备摄制可能需要的最新配件。整修后的舞台是对原始建筑的翻新，在这里曾经作为机场时的跑道和控制塔和所有建筑的原始结构一样得以完好保存。完成了摄制设施的全面翻新和改造，工作室在2012年重新对电影和电视摄制工作开放。
作为这个重建项目的一部分，华纳兄弟还建立了两个全新的摄影棚J和K，以举办一个名为“伦敦华纳兄弟工作室之旅─哈利·波特的制作”的永久性公共展览，这为当地创造了300个新的工作岗位。目前，整个景点用来表现哈利·波特电影的制作过程，现在还展示着许多系列电影里的最具代表性的设施、道具和服装。 它于2012年初向公众开放。
明日边缘是第一部在新装修的工作室进行拍摄的电影。虽然这座工作室现在是私人所有，任何制作还是可以租用拍摄场地。
2014年6月30日，华纳兄弟宣布扩建工作室，建设三个新的最先进的阶段，并增加另一个100,000平方英尺的办公空间。 公告是在庆祝创意产业的招待会后发布的，由英国首相戴维·卡梅伦主持，华纳兄弟的首席执行官凯文·辻原和英国常务董事乔希·伯格出席了会议。 利维斯登的三个新的摄影棚包括一个三万五千平方英尺的建筑和两个一万七千平方英尺的建筑，以及相邻的两万平方英尺的办公空间，均在2014年年底建成。在同一天，泰山归来：险战丛林的现场录制在工作室进行。 翻新之后，这座工作室现在是世界上最大最先进的安全电影制作设施之一。

### 皇家开幕
在这个综合体从机场改造成电影工作室的大约二十年之后，自从这家工作室的翻新工作完成又过了一年多，这里于2013年4月26日由剑桥公爵和公爵夫人正式开幕。他们的访问由公爵的兄弟哈利王子和J·K·罗琳（她没能参加一年前工作室之旅的盛大开幕式）陪同，同时也有其他客人。在参观当天，数百名受支持慈善机构的受益人获得了工作室之旅的邀请。皇家随从在举行开幕庆典之前参观了工作室之旅和工作室，包括克里斯托弗·诺兰的蝙蝠侠系列电影黑暗骑士三部曲中的道具和服装。

### 失火
2019年7月10日，由HBO电视剧《第五大道》使用的片场突发大火，消防人员用了15个小时才将大火扑灭，不过片场已经受损。

## 产品
使用过该工作室设施的影片包括：

| - 黄金眼 (1995) - 格斗之王2：大歼灭 (1997) - 星球大战I：魅影危机 (1999) - 断头谷 (1999) - 奥涅金 (1999) - 理想丈夫 (1999) - 哈利·波特与魔法石 (2001) - 哈利·波特与密室 (2002) - 哈利·波特与阿茲卡班的囚徒 (2004) - 哈利·波特与火焰杯 (2005) - 理发师陶德 (2007) - 哈利·波特与凤凰社 (2007) - 蝙蝠侠：黑暗骑士 (2008) - 哈利·波特与“混血王子” (2009) - 大侦探福尔摩斯 (2009) - 盗梦空间 (2010) - 哈利·波特与死亡圣器（上） (2010) - 大侦探福尔摩斯2：诡影游戏 (2011) - 哈利·波特与死亡圣器（下） (2011) | - 看不见的女人 (2013) - 明日边缘 (2014) - 一触即发 (2014) - 300勇士：帝国崛起 (2014) - 帕丁顿熊 (2015) - 木星上行 (2015) - 王牌特工：特工学院 (2015) - 秘密特工 (2015) - 海洋深处 (2015) - 小飞侠：幻梦启航 (2015) - 碟中谍5：神秘国度 (2015) - 泰山归来：险战丛林 (2016) - 谍影重重5 (2016) - 神奇动物在哪里 (2016) - 神奇女侠 (2017) - 王牌特工：黄金圈 (2017) - 正义联盟 (2017) - 亚瑟：蛮王柯南 (2017) - 玩家一号 (2018) | - 怪獸與葛林戴華德的罪行 (2018) - 潛艦獵殺令 (2018) - 不可能的任務：全面瓦解 (2018) - 森林之子毛克利 (2018) - 大君主行動 (2018) - 古墓丽影：源起之战 (2018) - CATS貓 (2019) - POKÉMON 名偵探皮卡丘 (2019) - 玩命關頭：特別行動 (2019) - 魔劍少年 (2019) - 黑超特警組：反轉世界 (2019) - 蜘蛛人：離家日 (2019) - 歐洲歌唱大賽：火焰傳說 (2020) - 女巫們 (2020) - 神力女超人1984 (2020) - 玩命關頭9 (2021) - 湯姆貓與傑利鼠 (2021) - 猛毒2：血蜘蛛 (2021) - 迷離夜蘇活 (2021) | - 355：諜影特攻 (2022) - 蝙蝠俠 (2022) - 怪獸與鄧不利多的秘密 (2022) - 玩命關頭X (2023) - 閃電俠 (2023) - 不可能的任務：致命清算 第一章 (2023) - Barbie芭比 (2023) - 巨齒鯊2：海溝深淵 (2023) - 旺卡 (2023) - 水行俠2 (2023) - 米奇17 (2024) |

这座工作室也被用于各种音乐录影带和电视广告，其中最引人注目的是杰米罗奎尔的单曲“Deeper Underground”的音乐录影带。

## 工作室之旅

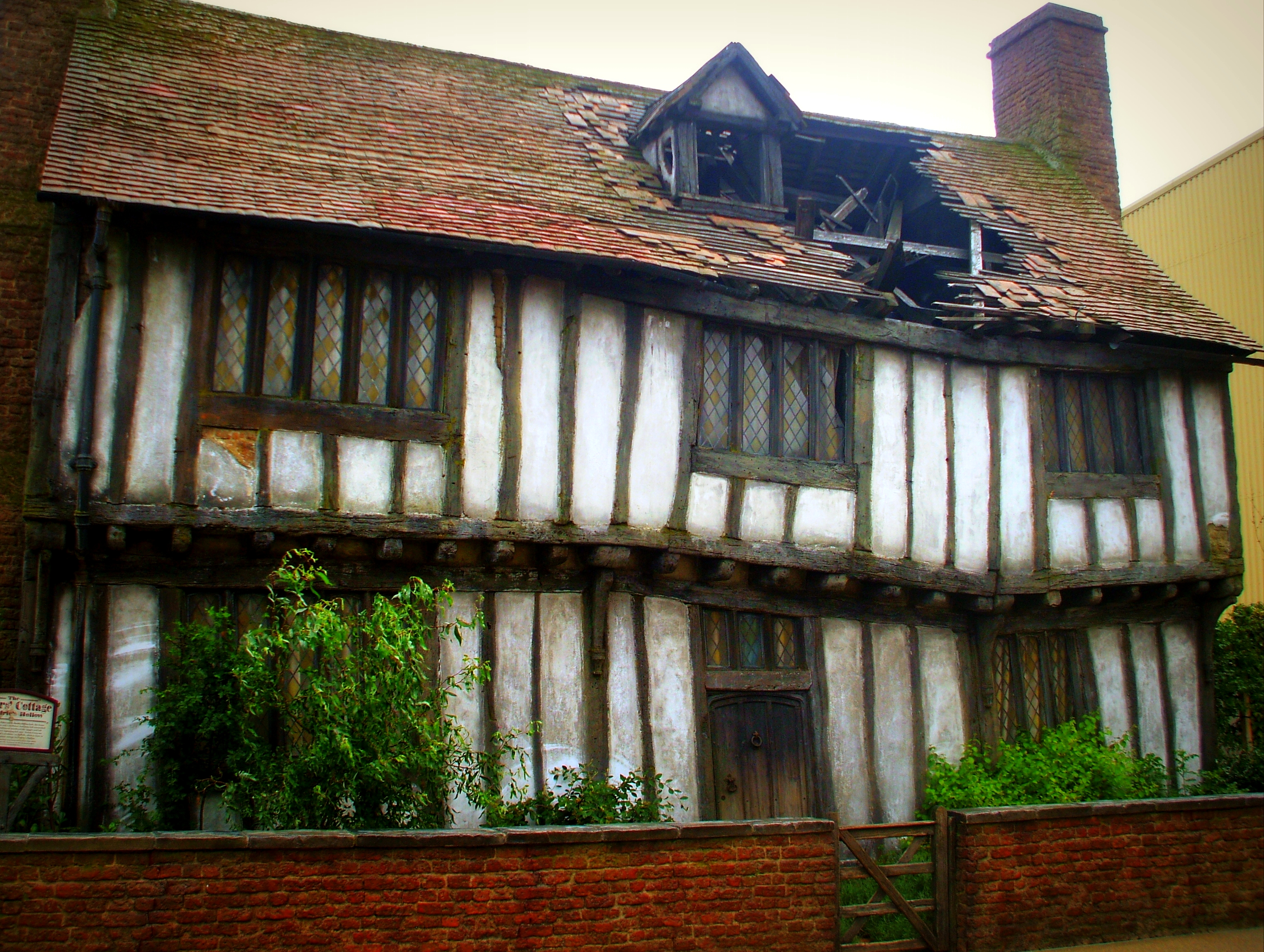
波特的小屋，戈德里克山谷

伦敦华纳兄弟工作室之旅─哈利·波特的制作是在英格兰东南部的利维斯登的一个公共景点。这是一个关于哈利·波特系列电影的幕后工作的永久性展览。
工作室之旅于2012年初向公众开放。许多哈利·波特系列电影的演职人员参加了盛大的开幕式。
每次游览通常需要三个小时， 工作室之旅每天能够接待6000游客。尽管制作哈利·波特的工作室属于华纳兄弟，但工作室之旅并不是一个主题公园，这是由于华纳兄弟已将许可出售给环球影业。
虽然标准游览是自助式的，但这里也提供额外收费的各种导游服务。

### 创作
游览的布局和整体演示是由伯班克的鑫科威尔集团与华纳兄弟以及电影制作人，包括美术指导斯图尔特·克雷格，服装师斯蒂芬妮·麦克米兰，生物设计师尼克·杜德曼和特效总监约翰·理查森密切合作设计。 它只包括为哈利·波特系列电影实际创作或在制作中使用的设施、道具和服装。设施比如礼堂、邓布利多的办公室、对角巷、魔法部、格兰芬多公共房间和男生宿舍、海格的小屋以及1:24比例模型的霍格沃茨城堡。

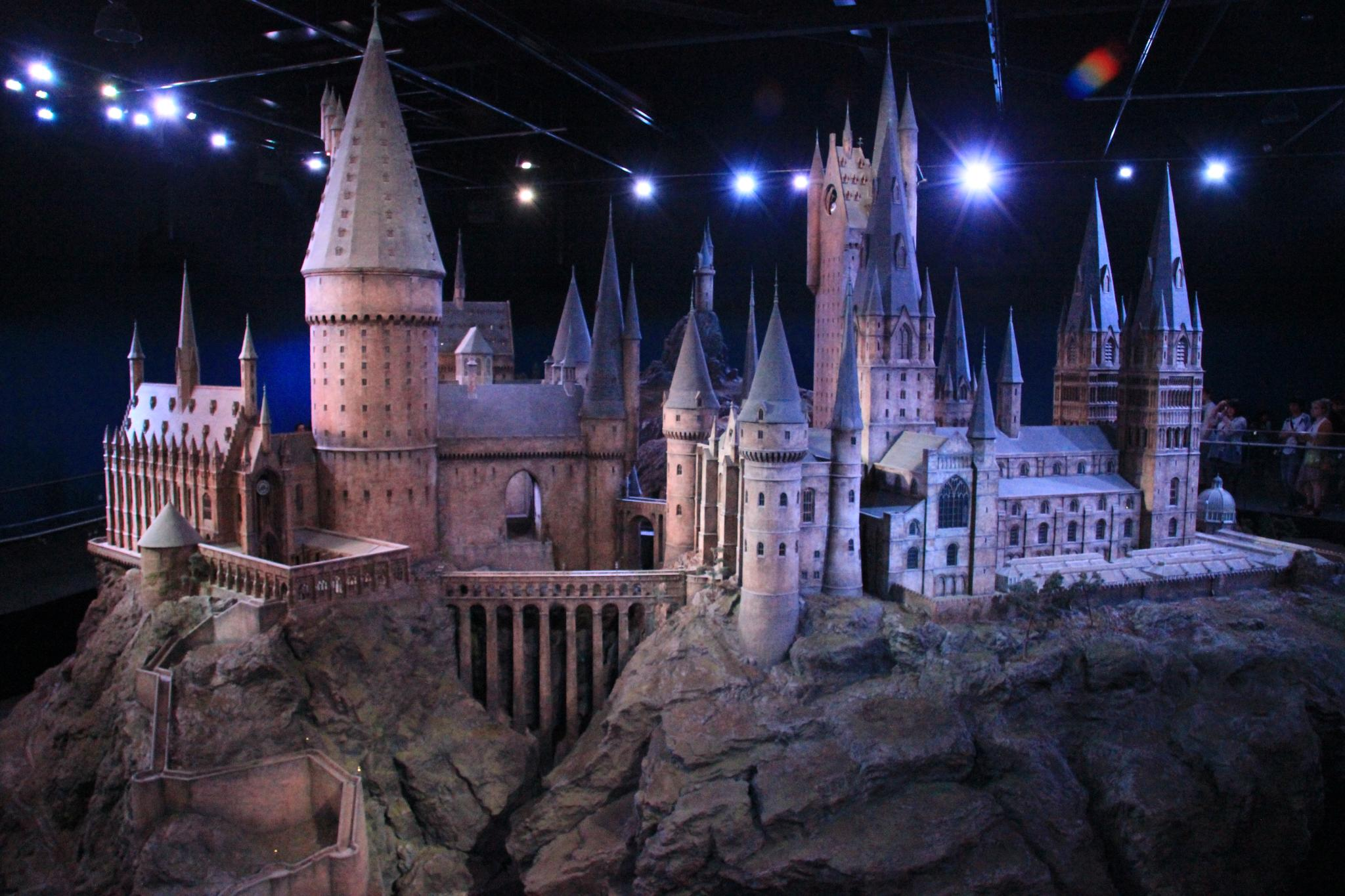
霍格沃茨学校的1:24比例模型

### 扩建
华纳兄弟持续的在学校假期时推出特别专题，如黑魔法和动物演员。一些像挥舞魔杖互动和女贞路4号外景内部之类的设施都非常受欢迎，它们在各自的专题关闭后仍然得以保留。
2015年1月，工作室之旅发布首次扩建─一个新的9¾站台单元，游客能够登上在电影中使用的霍格沃茨特快列车的蒸汽机车头后面的原始车厢。设施包括在电影中出现的英国第5972号沃尔顿豪华列车（车上标示5972号霍格沃茨城堡）和英国铁路1号火车，均由约翰·理查森的特效团队提供。最后还有一个新的绿幕体验，演示从演员的角度来看电影是如何拍摄的。这一部分于2015年3月底推出。
在伯班克华纳兄弟制片厂的游览已改名为好莱坞华纳兄弟工作室之旅（之前被称为华纳兄弟工作室VIP之旅）。 华纳对游览进行了改造，为游客提供更多的设施和选择。

## 另请参阅
- 伯班克华纳兄弟制片厂（英语：Warner Bros. Studios, Burbank）
- 倫敦華納兄弟工作室之旅：哈利波特的製作
- 华纳兄弟
- 老华纳兄弟制片厂（英语：Old Warner Brothers Studio）
- 哈利·波特的魔法世界